# Svenska Finlands Skolidrottsförbund
Svenska Finlands Skolidrottsförbund SFSI  r.f. är ett svenskspråkigt specialidrottsförbund för skolidrott i Finland. SFSI bildades 1926 , och har sitt säte i Helsingfors. Förbundet är anslutet till Finlands Svenska Idrott.

## Stafettkarnevalen
Svenska Finlands Skolidrottsförbund arrangerar sedan våren 1961 ett årligen återkommande idrottsevenemang för landets svenskspråkiga skolor, stafettkarnevalen . Stafettkarnevalen är Europas största årliga skolidrottstävling med över 10 000 starter på två dagar. Därtill har stafettkarnevalen blivit ett viktigt forum för att upprätthålla den finlandssvenska identiteten. 

## Finlandssvenska skolmästerskap
Förbundet anordnar  årligen skolmästerskap i följande tolv idrottsgrenar:
- Badminton
- Basket
- Fotboll
- Friidrott
- Golf
- Innebandy
- Orientering
- Simning
- Skidåkning
- Slalom
- Terränglöpning
- Volleyboll

## Ordförande och distriktsrepresentanter
Svenska Finlands Skolidrottsförbunds nuvarande (2015-) ordförande är Sverker Skogberg.
Distriktsrepresentanterna är:
- HSID:s nuvarande representant, Hilding Lindroos.
- ÖNSID:s nuvarande representant, Niklas Läckström.
- VNSID:s nuvarande representant, Kjell Himmelroos.
- SÖSID:s nuvarande representant, Anders Wahlberg.
- ÅSID:s nuvarande representant, Sebastian Ekholm.
- NÖSID:s nuvarande representant, Mikaela Caldén.